# Kościół św. Gotarda we Włocławku
Kościół św. Gotarda – kościół, który znajdował się we Włocławku na terenie dzielnicy Zawiśle. Zniszczony w wyniku pożaru w XVIII wieku.

## Historia
Pierwszy kościół pw. św. Gotarda mógł powstać już w czasach panowania Bolesława Krzywoustego, niedługo po jego pielgrzymce do grobu świętego w 1135 roku. Znajdował się on pod zarządem powołanej w podobnym okresie diecezji we Włocławku. Kościół został zbudowany na wzgórzu zwanym do dziś Wzgórzem św. Gotarda.
Na początku XIV wieku przy kościele powstała parafia, która stała się przedmiotem sporu diecezji włocławskiej z diecezją płocką. Biskupi płoccy ubiegali się o przejęcie zarządu nad parafiami w Szpetalu, a także w Bobrownikach i Przypuście. W 1321 roku spór został rozstrzygnięty na korzyść biskupa kujawsko-pomorskiego.
Częsty brak stałego proboszcza osiadłego na miejscu skutkuje tym, że czasie wakatu pieczę nad parafią obejmują wikariusze z Włocławka.
W 1594 roku do parafii należą miejscowości: Szpetal Dolny, Szpetal Górny, Bogucin, Fabianki, Łuszkowo, Chełmica Duża, Skorzyno, Uniechowo, Zarzeczewo, Kulin, Suszyce, Witoszyn i Rachcin.
Na początku XVIII wieku doszło do pożaru kościoła. Archidiakon włocławski Tomasz Niemierza obiecał wtedy ufundowanie drugiego kościoła św. Gotarda w miejsce pierwotnego. Mimo to siedziba parafii została przeniesiona do Szpetala Górnego, a parafia św. Gotarda w Szpetalu Dolnym przestała istnieć.
Nie zachowały się żadne pozostałości po dawnym kościele ani informacje na temat jego wyglądu zewnętrznego i wyposażenia wnętrza.
W latach 80. XX wieku rozważano, by nowo powołana parafia otrzymała wezwanie św. Gotarda, nawiązując do tradycji średniowiecznej parafii w tym miejscu. Ostatecznie jednak przyjęła ona wezwanie Najświętszej Maryi Panny Królowej Polski.

## Szpital
Wraz z powstaniem kościoła założono przy nim szpital, który służył podróżnym czekającym na przeprawę przez Wisłę. To właśnie od tego szpitala miejscowość przyjęła nazwę Szpetal. Później powstała druga miejscowość zwana Szpetalem Górnym, stąd pierwotna miejscowość przyjęła nazwę Szpetala Dolnego. Po przyłączeniu terenów do granic administracyjnych Włocławka noszą one nazwę Zawiśla.
Szpital św. Gotarda, podobnie jak kościół znajdował się z początku pod zarządem diecezji we Włocławku. Z nieznanych powodów został on jednak przekazany zakonowi benedyktynów. Kiedy benedyktyni opuścili szpital, zarząd nad nim ponownie przejęli duchowni z Włocławka.

## Opactwo
Biskup kujawsko-pomorski Michał sprowadził do Szpetala zakon cystersów. Fundacja opactwa nastąpiła w 1236 roku, kiedy wojewoda Bogusz Mieczysławic h. Doliwa zapisał cystersom pochodzącym z Georgental 12 okolicznych wsi. Osadzenie cystersów w Szpetalu mogło wiązać się z toczącą się misją chrystianizacyjną w Prusach. Szpetal leżał wtedy blisko ówczesnej granicy polsko-pruskiej.
W latach 1242–1243 opactwo zostało najechane przez Prusów. Niektórzy zakonnicy ponieśli śmierć.
W 1252 roku cystersi z Georgental przekazali opactwo bratniemu zakonowi z Sulejowa. Wkrótce przejęli nad nim opiekę cystersi z Byszewa-Koronowa.
W 1358 roku cystersi dokonali wymiany wsi z Hektorem z Łącka. Przekazując wieś w prywatne ręce, położyli kres istnienia opactwa. Podobnie jak w przypadku kościoła nie zachowały się żadne ślady po dawnym opactwie ani informacje dotyczące jego wyglądu i uposażenia.
Do średniowiecznego opactwa nawiązuje nazwa jednej z ulicy na Zawiślu – cysterska.